# Monti Lessini Bianco
Il Monti Lessini Bianco è un vino bianco dei Monti Lessini in provincia di Verona ottenuto da uve Chardonnay per almeno il 50% e Pinot bianco, Pinot nero, Pinot grigio e Sauvignon per la differenza. 
Viene prodotto anche in versione Superiore (12,50%): è vino fresco, sapido e armonico.

## Abbinamenti gastronomici
Si consiglia con piatti a base di pesce e con gli antipasti:
- bagnet verd: acciughe dissalate in salsa verde [1]
- acciughe sotto sale, dissalate e poste sott'olio[2]
- pasta d'acciughe[3]